# Верфель, Франц
Франц Ве́рфель (нем. Franz Werfel; 10 сентября 1890, Прага, Австро-Венгрия — 26 августа 1945, Беверли-Хиллз, США) — австрийский поэт, романист и драматург.

## Биография
Родился в состоятельной еврейской семье.
В лицее познакомился с Францем Кафкой и Максом Бродом.
В 1911—1912 годах отбывал воинскую повинность. Один из основателей венского экспрессионизма, познакомился с Карлом Краусом и Рильке. Накануне Первой мировой войны организовал общество пацифистов вместе с Мартином Бубером и Максом Шелером.
В 1915—1917 годах воевал в рядах австрийской армии на русском фронте.
В 1929 году женился на Альме Малер, весьма известной личности в культурных кругах Австрии того времени. В 1938 году, после аншлюса, перебрался во Францию (Санари-сюр-Мер), затем, в 1940 году, с женой, Генрихом Манном, его женой и сыном Томаса Манна — из Франции через Пиренеи в Испанию и Португалию, а оттуда — в США.
В 1941 году получил гражданство США.

## Произведения

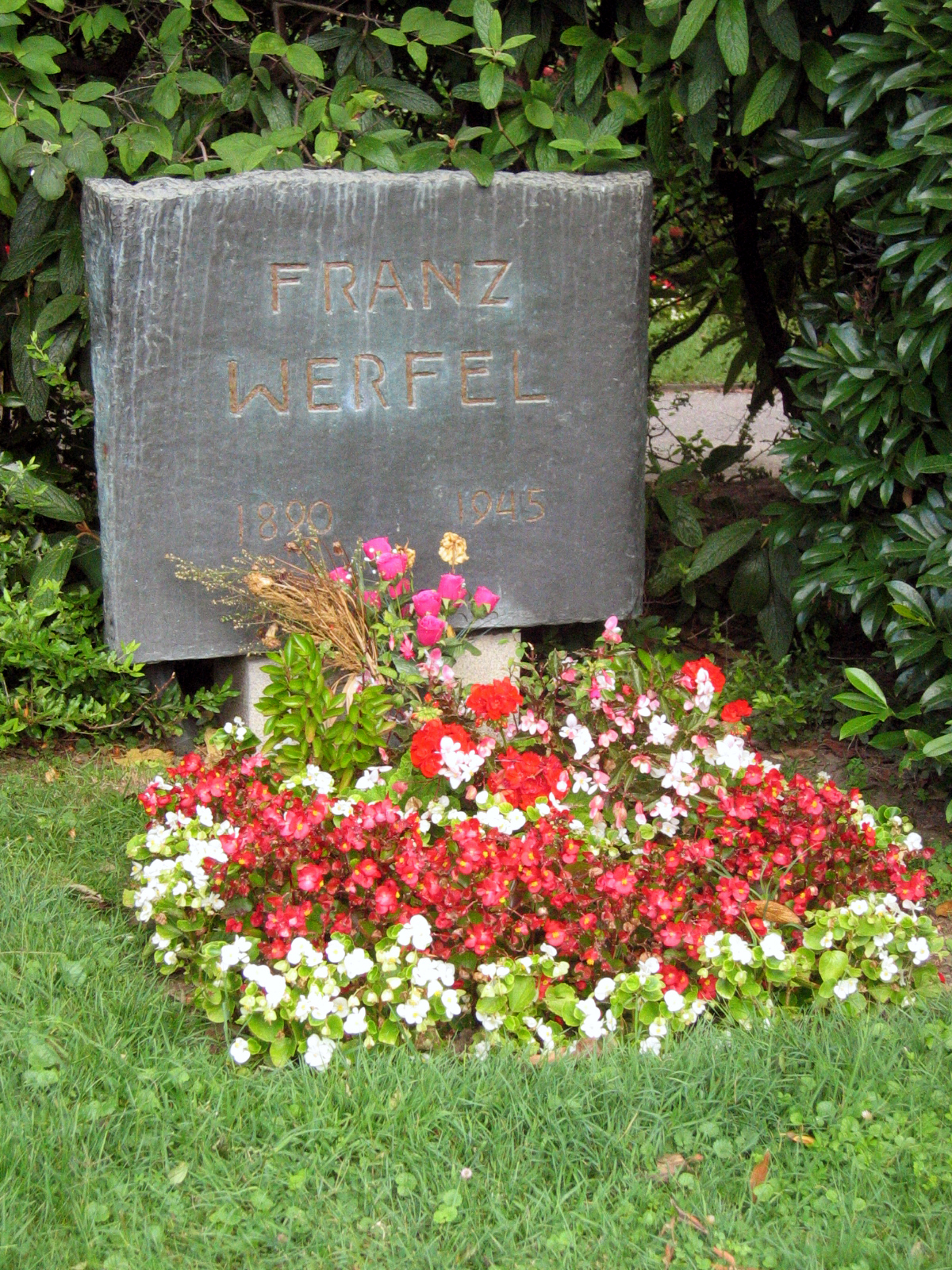
Надгробие Франца Верфеля

### Романы
- Nicht der Mörder, der Ermordete ist schuldig/ Не убийца, а убитый виновен (1920)
- Verdi: Roman der Oper/ Верди. Роман оперы (1924)
- Paulus unter den Juden/ Павел среди иудеев (1926)
- Der Abituriententag. Die Geschichte einer Jugendschuld/ Однокашники (1928)
- Barbara oder die Frömmigkeit/ Барбара, или Благочестие (1929)
- Die Vierzieg Tage des Musa Dagh/ Сорок дней Муса-Дага (1933)
- Das Lied von Bernadett/ Песнь Бернадетте (1941)
- Der Stern der Ungeborenen/ Звезда нерождённых (1946)

### Драмы
- Die Troerinnen/ Троянки (1914, по Еврипиду)
- Spiegelmensch/ Человек из зеркала (1920)
- Bocksgesang/ Козлиная песнь (1921)
- Juarez und Maximilian/ Хуарес и Максимиллиан (1925)
- In einer Nacht/ Однажды ночью (1937)
- 1944 Jacobowsky und der Oberst/ Якобовский и полковник (1944)

### Стихотворения
- Der Weltfreund/ Друг мира (1911)
- Wir sind/ Мы существуем (1913)
- Einander/ Друг для друга (1915)
- Der Gerichtstag/ Судный день (1919)
- Neue Gedichte / Новые стихотворения (1928)

### Сводные издания

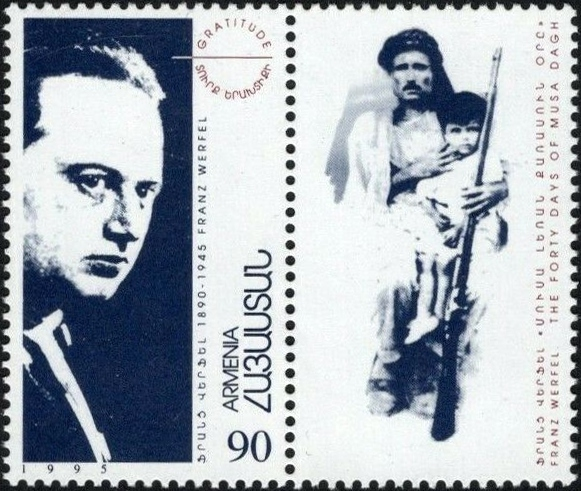
Верфель и герой его романа «Муса Даг» на марке Армении 1995 года

- Gesammelte Werke in Einzelbänden/ Hrsg. v. Knut Beck. Frankfurt/Main, 1989—1993.

### Публикации на русском языке
- Верфель Ф. Человек из зеркала. — М.: Госиздат, 1922.
- Верфель Ф. Дом скорби. — Л.: Мысль, 1929.
- Верфель Ф. Верди. — М.: Гослитиздат, 1962.
  - Верфель Ф. Верди. — М.: Армада-Пресс, 1998.
- Верфель Ф. Стихи // Западноевропейская поэзия XX века. — М.: Художественная литература, 1977. — С. 38-42
- Верфель Ф. Сорок дней Муса-дага: роман / Пер. с нем. — Ереван: Советакан грох, 1988.
  - Верфель Ф. Сорок дней Муса-Дага: роман / Пер. с нем. –– М.: Престиж Бук, 2025. –– 832 с., ил. –– Тираж не указан.
- Верфель Ф. Стихи // Сумерки человечества: Лирика немецкого экспрессионизма. — М.: Московский рабочий, 1990.
- Верфель Ф. Песнь Бернадетте. — М.: Энигма, 1997.
- Верфель Ф. Стихи // Строфы века-2. — М.: Полифакт, 1998. — С. 212, 250.
- Верфель Ф. Чёрная месса. — М.: Эксмо, 2005.

## Память

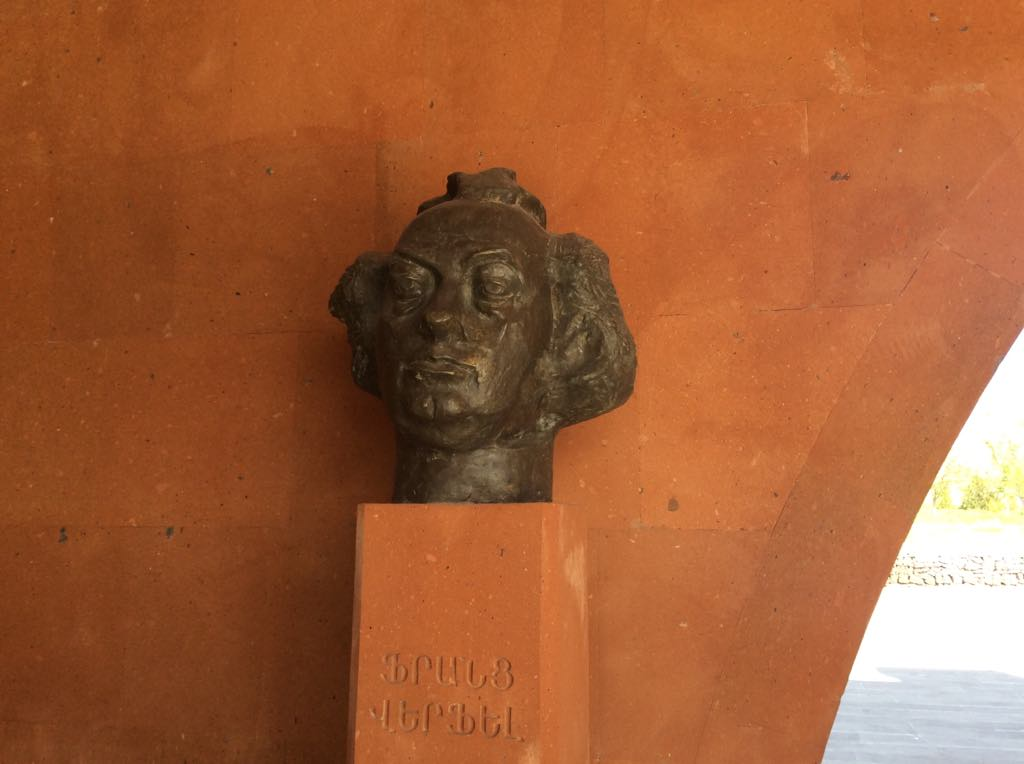
Портрет Франца Верфеля, скульптор Ара Арутюнян

- Скульптором Ара Арутюняном был создан портрет Франца Верфеля и передан в дар мемориалу, посвящённому защитникам Муса-Дага (Армения, Армавирская область)[источник не указан 1254 дня].
- Изображён на почтовой марке Австрии 1990 года.

## Признание
- Лауреат премий Франца Грильпарцера (1926), Государственной премии Чехословакии (1927), премии Шиллера (1930).